# Gare de Strasbourg

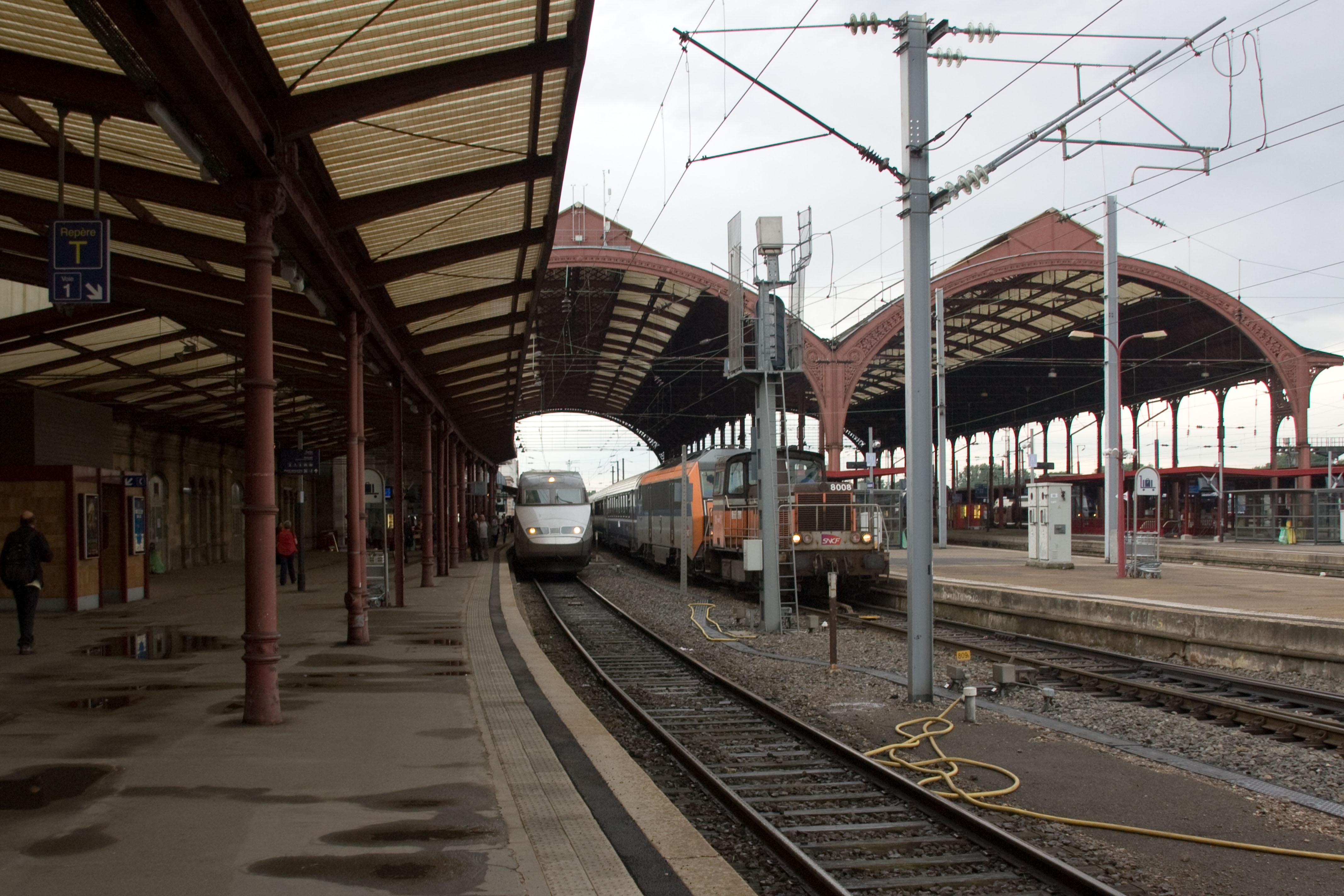
Az állomás a peronok felől

A Gare de Strasbourg Strasbourg átmenő 13 vágányos vasútállomása. 1846-ban nyílt meg, Johann Jacobsthal tervei alapján. 2006–2007 között jelentős átalakításon esett át, mikor a TGV szolgáltatás elérte az állomást, ekkor épült az üvegtető az állomás homlokzata elé.

## Vasútvonalak
Az állomást az alábbi vasútvonalak érintik:
- Appenweier–Strasbourg (km 0,0)
- Párizs–Strasbourg (km 502,0)
- Strasbourg–Bázel (km 0,0)
- Strasbourg–Lauterbourg (km 0,0)
- Strasbourg–Saint-Dié (km 0,0)

Megjegyzés: A kilométeradatok a vasútvonal kezdőpontjától számított kilométer-távolságok.

## Forgalom
Az állomás Strassbourg legfontosabb vasútállomása, továbbá egyike Kelet-Franciaország legfontosabb állomásainak.

### TGV
- München - Stuttgart - Strasbourg - Paris-Est
- Zürich - Bázel - Mulhouse - Strasbourg - Paris-Est
- Strasbourg - Lille
- Strasbourg - Rennes
- Strasbourg - Nantes
- Strasbourg - Bordeaux
- Strasbourg - Marseille (nagysebességű vonattal Lyon és Marseille felé)

### Egyéb fővonalak
- Strasbourg - Lyon
- Strasbourg - Port-Bou
- Zurich - Strasbourg - Luxembourg - Brüsszel
- Strasbourg - Nice

### TER
- Strasbourg - Colmar - Mulhouse (TER 200)
- Strasbourg - Haguenau
- Strasbourg - Metz
- Strasbourg - Nancy
- Strasbourg - Saint-Dié-des-Vosges - Épinal
- Strasbourg - Sarreguemines - Saarbrücken(D)
- Strasbourg - Kehl(D) - Offenburg

### Tömegközlekedési kapcsolatok

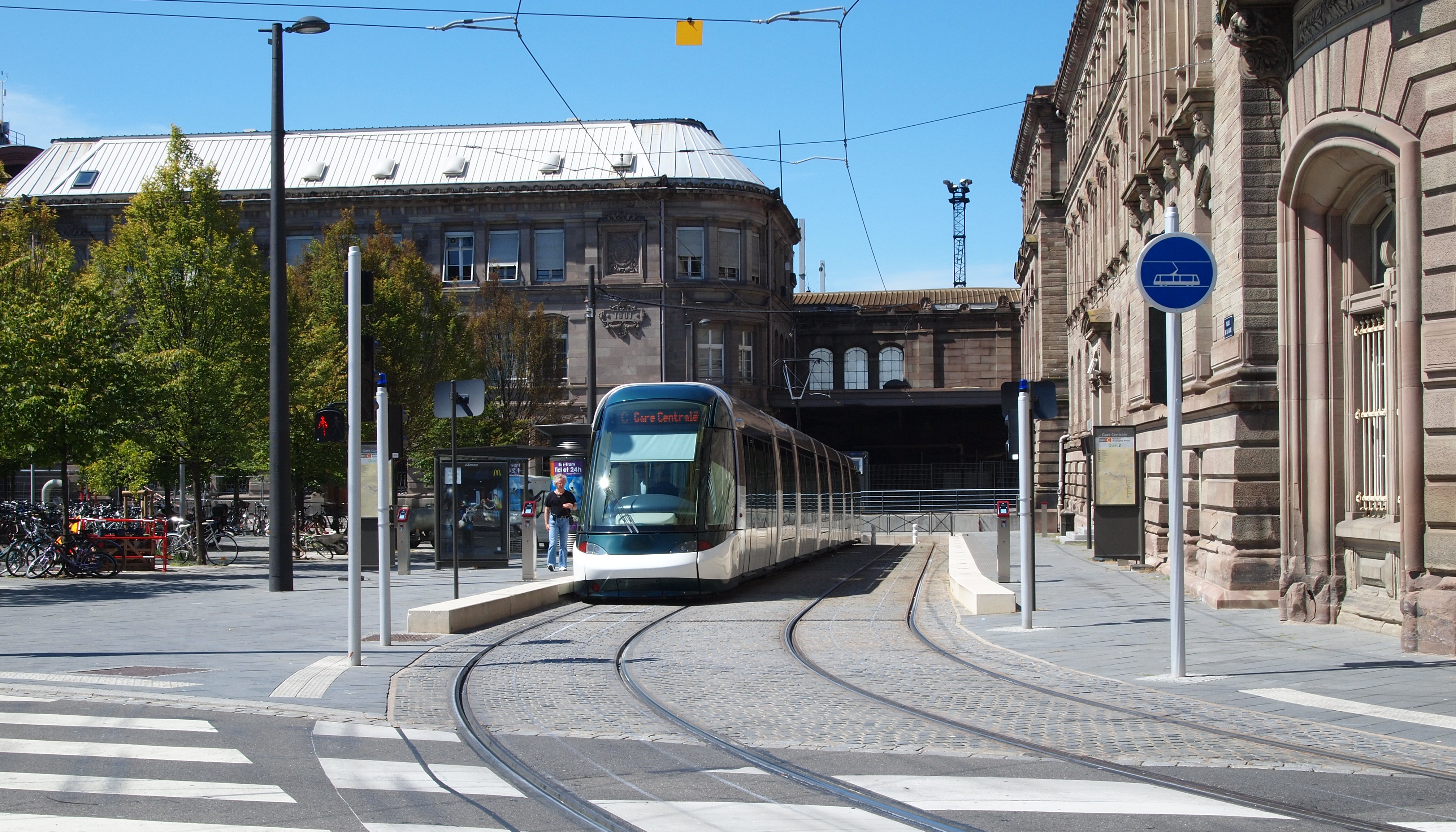
Villamos az állomás előtt

Az állomás előtt több villamosvonal és villamosjárat is elhalad.